# Lasgo
Lasgo é uma banda belga de música eletrônica. O grupo foi formado em 1999 e composto por Peter Luts, Nikki Born assume os vocais. O nome da banda é uma homenagem a Glasgow, a maior cidade da Escócia, omitindo a primeira e a última letra. 

## História
Depois do grupo Lasgo ter lançado 2 álbuns, e feito muito sucesso com seus vários singles, Peter Luts disse (na rádio belga) que Evi Goffin não estaria mais no grupo, após decidir se tornar uma mãe em tempo integral. Luts anunciou ao mesmo tempo que ele estava procurando uma nova vocalista para o grupo. Juntamente com a estação televisiva belga JIMtv, ele organizou uma busca pela televisão (como Ídolos), atrás de uma nova vocalista. A vencedora dessa competição foi Jelle Van Dael, que agora é a nova vocalista da banda. Sendo que em 2018, 2019, Jelle saiu do Lasgo.  
Lasgo não lançou mais nenhum single desde julho de 2013. Mas, em 2023 Peter Luts iniciou uma pesquisa para encontrar uma nova cantora para o projeto. Em 2024, foi anunciado nas redes oficiais, a nova cantora chamada Nikki Born, com sua voz poderosa e uma incrível presença de palco. Se apresentando em vários países inclusive no Brasil na Laroc em Valinhos São Paulo no Rewind 2.0  Laroc Club - 26/10/2024, depois de tantos anos essa foi a primeira vez que Peter Luts veio para as terras brasileiras. Projeto se encontra em turnê, quem sabe em 2025 voltará para nosso Brasil. Sem contar que a Nikkin Born não usa playback em suas apresentações e é isso que chama atenção dos contratantes. 
Na Laroc anunciaram sua nova música chamada RIDE THE STORM. Estamos ansiosos para um novo álbum do LASGO!   
O grupo já vendeu mais de 5 milhões de cópias de seus álbuns Some Things e Far Away, e os singles dos álbuns. 

### Some Things(2001)
A primeira aparição de Lasgo foi na Holiday Party, uma das maiores festas na Bélgica. The Music Factory gravou o show para a produção de um videoclipe. Em Maio, Lasgo lança seu primeiro single, o Something que foi o maior sucesso do grupo chegando na #3 no Reino Unido e #1 no Chile. Também ganhou o prêmio de melhor single nacional no Belgian TMF Awards de 2001. Ao mesmo tempo, ele foi ouro nas paradas com 25.000 cópias vendidas.
No dia 24 de outubro de 2001, Lasgo lançou seu segundo single "Alone", na Bélgica. Este single foi saiu do primeiro álbum do grupo Lasgo chamado Some Things, que foi lançado em 18 de outubro de 2001. O vídeo da canção "Alone", foi feito na noite de 25-26 de novembro, num grande escritório em Berlim, na Alemanha. "Alone" alcançou a terceira posição na parada belga.
Devido a todo o sucesso em outros países, Peter Luts foi convidado para remixar faixa Delerium do IME na Alemanha e também criado um remix para a música "Aurora" no Positiva Records (Reino Unido). Em 2002, Lasgo foi nomeado para vários prêmios: International Dance Club Hit do Ano (com "Something") e a New International Grupo de Dança do Ano no Prêmio dinamarquês Dance e Trance Best Act no "Dancestar World Music Awards" (que foi vencida pela música "Castles in the Sky" da Ian Van Dahl). Em Agosto de 2002, "Alone" foi lançado no Reino Unido e alcançou a posição #7 nas paradas oficiais.
Apesar dos rumores dizerem que "I Wonder" ou "Blue" seria o terceiro single do Lasgo, quase um ano depois de "Alone", "Pray" foi lançado, em 22 de outubro de 2002, mas atingiu apenas #17 nas paradas do Reino Unido, enquanto os dois últimos singles foram "Top 10 hits". Na mesma época, algumas coisas foram lançado nos Estados Unidos. "I Wonder" tinha feito a pressionar, mas foi cancelada antes dos singles poder ser pressionado em favor de pressionar "Pray" em seu lugar. O vinil foi prensado e vendido, mas nunca comercializado como um único funcionário. Elas contêm o "Original Clubmix" e "Peter Luts Remix".
Em Novembro de 2002, Lasgo ganhou o prêmio Smash Hits, como melhor "Grupo Dance do ano de 2002", no Reino Unido. Ian Van Dahl também foi indicado na mesma categoria. Em Dezembro de 2002, marcou o lançamento da 2ª versão de Some Things na Bélgica. O relançamento caracterizava mais 3 músicas novas ("Searching", "You" e "I Wonder"), juntamente com os melhores remixes de seus sucessos.
Em 28 de fevereiro de 2003, "A & S Productions" realizou uma grande festa no Clube Carré em Willebroek, Bélgica, para comemorar o enorme sucesso do Lasgo e Ian Van Dahl tanto na Bélgica como no estrangeiro. O evento contou com performances ao vivo de ambas Lasgo e Ian Van Dahl, a introdução de um novo acto de dança (Tara Low) e Dj's "bric-G, Kurt, Jan Vervloet e Dimitri Chantzis.
Em 13 de agosto de 2004, Evi Goffin acompanhada por um duo de dançarinos representando o grupo Lasgo, participou da primeira edição do Planet Pop Festival, maior festival de Dance Music da América Latina sediado em São Paulo. O Evento também contou com a participação de Ian Van Dahl, Magic Box, Erika, DJ Ross e Dalimas.
Nos dias 7 e 8 de abril de 2006, Evi Goffin voltou ao Planet Pop Festival, maior festival de Dance Music, portanto mal chegou-se ao fim de janeiro e todos os artistas já estavam confirmados: os grupos belgas Ian Van Dahl e Lasgo. Nos dois shows o repertório e formato das apresentações foram iguais. A ordem foi a seguinte: Daytona, Dalimas, Kasino, Jan Wayne & Charlene, DJ Ross & Double You, Groove Coverage e Lasgo com Ian Van Dahl cantando juntas no palco na aclamada Battle Tour. Sem sombra de dúvidas foi a sequência mais emocionante de shows já vista em um Planet Pop. No fim, a apresentação conjunta de Annemie Coenen (Ian Van Dahl) e Evi Goffin (Lasgo) deu o tom de nostalgia ao público, que curtiu e dançou uma apresentação sensual, cheia de hits e remixes dos principais sucessos do grupo incluindo o hit Surrender, do novo álbum do Lasgo, Far Away.

### Far Away(2005)
O quarto single do grupo Lasgo, "Surrender", foi lançado como CD single em 31 de Dezembro de 2004 na Bélgica. O lançamento mundial foi criado em 2 de Fevereiro de 2005 na Alemanha, Áustria, Suíça e Países Baixos. A versão britânica remixada por "LMC" seguido mais tarde em Abril de 2004, onde a música chegou a um decepcionante número de #27 nas paradas. Um par de anos se passariam antes que outro lançamento no Reino Unido viria a seguir.
Em Março de 2004, Lasgo ganhou seu segundo prêmio (Melhor trilha Hi-NRG/Euro com "Alone") com a "Winter Music Conference International Dance Music Awards" em Miami, Florida. No ano anterior venceu o Best New Artist Award Grupo de Dança. Na conferência de música MIDEM de 2004, em Cannes (França), Lasgo foi um dos vencedores do prêmio europeu Border Breakers. Este prêmio, concedido pela Comissão Europeia, pretende reforçar o intercâmbio e exportação de música para além das fronteiras do país do PNF. "Surrender" entrou na lista da Billboard Dance, em Janeiro de 2005.
O segundo single do segundo álbum, foi chamado de "All Night Long". Foi lançado em vinil em 27 de Dezembro de 2004, e como um único CD em Janeiro de 2005. Far Away foi lançado em 24 de Janeiro de 2005, que incluiu também "Surrender". No ano de 2007, o single foi finalmente lançado no Reino Unido.
"All Night Long" alcançou a primeira posição no top Dance Music Belgo. Embora não tenha sido tão bem sucedido como "Surrender", que conseguiu entrar no "top 40" holandês (que foi uma grande surpresa, já que "Surrender" e "Alone" falhou no top), ainda é o seu segundo maior sucesso nos Países Baixos.
Em 29 de junho de 2005, foi lançado "Who's That Girl?" como o terceiro single de Lasgo, mas foi menos bem sucedida do "All Night Long". "Who's That Girl?" foi cantada por Dave Beyer - que fez a participação especial na canção- e não pela Evi Goffin. Evi realizou todas as outras vozes do álbum.
"Lying" é o quarto e último single mundial do seu segundo álbum, Far Away foi lançado em 7 de novembro de 2005. Nunca foi lançado no Reino Unido. Foi um sucesso medíocre, alcançando o "top 20" na Bélgica, mas não alcançou boa nenhuma posição em outros territórios.
"Hold Me Now" foi lançado como single promocional somente nos Estados Unidos em 11 de julho de 2006. Não foi muito bem sucedido como as outras músicas do álbum, mas mesmo assim foi muito tocada nas rádios americana. Oficialmente esse foi o último single do Lasgo com os vocais de Evi Goffin, que posteriormente neste mesmo ano estaria deixando a banda.

### Smile(2009)
A partir de 2008, Lasgo volta depois de anos em inatividade com muitas mudanças , dentre elas a nova formação: Jelle Van Dael assume os vocais deixados por Evi Goffin, que foi a vencedora do concurso "Let's Go Lasgo" do JimTV, e Jeff Martens assume o lugar de Dave McCullen.
"Out of My Mind" é o primeiro single do novo projeto e do novo álbum Smile. Foi lançado em 31 de Julho de 2008  e alcançou sucesso de vendas na Holanda e na Bélgica, fazendo parte do top 10 destes países. A canção também foi lançado no Reino Unido no início de 2009 pela vinda para cima e registros da dança Hard2Beat etiqueta no entanto, como ela foi dada apenas na versão digital, e também entrou na Billboard, no chart Dance Airplay ficando em #7.
"Gone" é o segundo single do álbum, que foi lançado em digital no dia 1 de Março de 2008. O videoclip foi gravado em um deserto de Los Angeles. "Gone" entrou no Tipchart Belga e ficou em primeiro lugar, e alcançando ótimas posições nos Chart da Holanda e França. Entrou na Billboard no chart Dance Airplay ficando em 16#.
"Lost" é o terceiro single que foi lançado em digital no dia 24 de agosto de 2009. Teve seu video clipe gravado em Blackpool, uma cidade litorânea no noroeste da Inglaterra. "Lost" teve ótimas colocações em charts, assim como "Gone".
"Over You" é o quarto e último single do álbum Smile, sendo lançando em digital no dia 6 de Novembro de 2009. O videoclipe foi gravado em Los Angeles. Junto com "Over You", eles gravaram um exclusivo video da faixa "Smile", que foi liberado pelo diretor Peter Van Eyndt no começo de Março de 2010 e canção foi lançada como um single promocional.

### Novo álbum (2012)
Agora Lasgo aposta em um novo single, chamado "Tonight" que foi lançado no dia 21 de Junho de 2010 em digital e CD Físico.
"Here with Me"  foi lançado no dia 27 de Junho de 2011 em digital e CD Físico. A partir daí, nenhum outro single foi lançado, já que a vocalista Jelle van Dael deu à luz um menino, chamado Kellen.
O terceiro single, chamado "Sky High", foi lançado em 7 de maio de 2012. O quarto single, "Can't Stop", foi lançado mundialmente em 3 de outubro de 2012.
Em 18 de março de 2013, na página oficial da banda no Youtube, foi postada a nova versão de "Something", com a participação de Taylor Jones. O novo single "Feeling Alive" foi lançado em 2 de julho de 2013.
Em 8 de setembro de 2014, na página oficial do grupo no Twitter, foi anunciado que Jelle van Dael vai lançar um trabalho solo, mas ela esclareceu que isso não vai causar mudanças na Lasgo. Em 23 de setembro, Jelle lança seu primeiro single solo, "Lie Machine" e segue carreira solo até hoje. 
Lasgo não lançou mais nenhum single desde julho de 2013. Mas, em 2023 Peter Luts iniciou uma pesquisa para encontrar uma nova cantora para o projeto. Em 2024, foi anunciado nas redes oficiais a nova cantora chamada Nikki Born, com sua voz poderosa e uma incrível presença de palco. Se apresentando em vários países inclusive no Brasil na Laroc em Valinhos São Paulo no Rewind 2.0  Laroc Club - 26/10/2024, depois de tantos anos essa foi a primeira vez que Peter Luts veio para as terras brasileiras. Projeto se encontra em turnê, quem sabe em 2025 voltará para nosso Brasil. Sem contar que a Nikkin Born não usa playback em suas apresentações e é isso que chama atenção dos contratantes.   
Na Laroc anunciaram sua nova música chamada RIDE THE STORM.   
Estamos ansiosos para um novo álbum do LASGO!    

## Discografia

### Álbuns
| Ano  | Álbum       | BE | UK | DE | US |
| ---- | ----------- | -- | -- | -- | -- |
| 2002 | Some Things | 11 | 30 | 82 | 10 |
| 2005 | Far Away    | 15 | -  | -  | 16 |
| 2009 | Smile       | 8  | -  | -  | -  |

### Singles
| Ano  | Single                              | Posição mais alta nas paradas | Posição mais alta nas paradas | Posição mais alta nas paradas | Posição mais alta nas paradas | Posição mais alta nas paradas | Posição mais alta nas paradas | Posição mais alta nas paradas | Posição mais alta nas paradas | Posição mais alta nas paradas | Certificações            | Álbum       |
| Ano  | Single                              | AUS                           | AUT                           | BEL                           | FIN                           | NED                           | GER                           | SUI                           | UK                            | U.S.                          | Certificações            | Álbum       |
| ---- | ----------------------------------- | ----------------------------- | ----------------------------- | ----------------------------- | ----------------------------- | ----------------------------- | ----------------------------- | ----------------------------- | ----------------------------- | ----------------------------- | ------------------------ | ----------- |
| 2001 | "Something"                         | 19                            | 9                             | 5                             | —                             | 7                             | 8                             | 59                            | 4                             | 35                            | - GER: Gold - UK: Silver | Some Things |
| 2001 | "Alone"                             | 43                            | 25                            | 3                             | —                             | 46                            | 22                            | 89                            | 7                             | 83                            |                          | Some Things |
| 2002 | "Pray"                              | —                             | 43                            | 11                            | —                             | 32                            | 31                            | —                             | 17                            | —                             |                          | Some Things |
| 2004 | "Surrender"                         | —                             | —                             | 6                             | 14                            | —                             | 43                            | —                             | 24                            | —                             |                          | Far Away    |
| 2005 | "All Night Long"                    | —                             | —                             | 8                             | —                             | 22                            | 73                            | —                             | —                             | —                             |                          | Far Away    |
| 2005 | "Who's That Girl?" (com Dave Beyer) | —                             | —                             | 22                            | —                             | —                             | 87                            | —                             | —                             | —                             |                          | Far Away    |
| 2005 | "Lying"                             | —                             | —                             | 16                            | 5                             | 45                            | —                             | —                             | —                             | —                             |                          | Far Away    |
| 2008 | "Out of My Mind"                    | —                             | —                             | 7                             | —                             | 26                            | —                             | —                             | —                             | —                             |                          | Smile       |
| 2009 | "Gone"                              | —                             | —                             | 5                             | 13                            | 17                            | —                             | —                             | —                             | —                             |                          | Smile       |
| 2009 | "Lost"                              | —                             | —                             | 4                             | —                             | 38                            | —                             | —                             | —                             | —                             |                          | Smile       |
| 2009 | "Over You"                          | —                             | —                             | 23                            | —                             | 76                            | —                             | —                             | —                             | —                             |                          | Smile       |
| 2010 | "Tonight"                           | —                             | —                             | 29                            | —                             | —                             | —                             | —                             | —                             | —                             |                          | TBA         |
| 2011 | "Here with Me"                      | —                             | —                             | 30                            | —                             | —                             | —                             | —                             | —                             | —                             |                          | TBA         |
| 2012 | "Sky High"                          | —                             | —                             | 12                            | —                             | —                             | —                             | —                             | —                             | —                             |                          | TBA         |